# Per Theodor Haugen
Per Theodor Haugen, född 8 oktober 1932 i Kongsberg, Buskerud, död 14 oktober 2018 i Oslo, var en norsk skådespelare, regissör och teaterchef.
Haugen var i realskolan aktiv i skolteaterverksamheten i Kongsberg. Som 16-åring blev han elev vid Rogaland Teater i Stavanger och var fast anställd där 1949–1952. Han debuterade som Charley i Brandon Thomas fars Charleys tante. Åren 1952–1959 var han vid Folketeatret, 1959–1964 vid Den Nationale Scene, 1964–1967 vid Det norske teatret, 1967–1975 vid Oslo Nye Teater och 1975–1984 vid Nationaltheatret. Därefter var han teaterchef vid Oslo Nye Teater 1985–1988, följt av en säsongs frilans som skådespelare 1989–1990. Från 1990 var han engagerad vid Nationaltheatret.
Han var mest känd som fars- och komediskådespelare, men spelade även i tragedier och dramer. Han medverkade också i ett 30-tal film- och TV-produktioner.

## Familj
Per Theodor Haugen var son till elektrikern Trygve Haugen (1897–1943) och Hjørdis Wissestad (1904–1960). Han var från 1953 till hennes död gift med skådespelaren Sidsel Sellæg (1928–2014). Han är far till skådespelaren Kim Haugen.

## Filmografi (urval)
- 1957 – Peter van Heeren
- 1957 – På slaget åtte
- 1959 – Støv på hjernen
- 1962 – Sønner av Norge kjøper bil
- 1967 – Liv
- 1972 – Olsenbanden och guldskatten
- 1981 – Babels hus (TV-serie)